# Cheiracanthium himalayense
Cheiracanthium himalayense is een spinnensoort uit de familie Cheiracanthiidae.
De wetenschappelijke naam van de soort werd in 1931 gepubliceerd door Frederick Henry Gravely.